# Амар (Кальвадос)
Ама́р (фр. Hamars) — коммуна во Франции, находится в регионе Нижняя Нормандия. Департамент коммуны — Кальвадос. Входит в состав кантона Эвреси. Округ коммуны — Кан.
Код INSEE коммуны — 14324.

## Население
Население коммуны на 2010 год составляло 433 человека.
| 1962 | 1968 | 1975 | 1982 | 1990 | 1999 | 2010 |
| ---- | ---- | ---- | ---- | ---- | ---- | ---- |
| 274  | 232  | 231  | 346  | 343  | 390  | 433  |

## Экономика
В 2010 году среди 287 человек трудоспособного возраста (15—64 лет) 221 были экономически активными, 66 — неактивными (показатель активности — 77,0 %, в 1999 году было 69,4 %). Из 221 активных жителей работали 200 человек (112 мужчин и 88 женщин), безработных было 21 (8 мужчин и 13 женщин). Среди 66 неактивных 15 человек были учениками или студентами, 27 — пенсионерами, 24 были неактивными по другим причинам.